# Pueblo megye
Pueblo megye az Amerikai Egyesült Államokban, azon belül Colorado államban található. Megyeszékhelye és legnagyobb városa Pueblo. Lakosainak száma 168 162 fő (2020. április 1.). Pueblo megye El Paso, Huerfano, Las Animas, Lincoln, Crowley, Otero, Custer és Fremont megyékkel határos.

## Népesség
A megye népességének változása:
| Lakosok száma | 159 539 | 160 431 | 160 972 | 161 451 | 163 591 | 168 162 |
|               | 2010    | 2011    | 2012    | 2013    | 2015    | 2020    |